# 児童労働
児童労働（じどうろうどう、英:Child labour）とは、15歳未満（就業最低年齢および義務教育年齢）の労働と18歳未満の危険で有害な労働を指す。によると、子どもの可能性や尊厳を奪う労働、および子どもの身体的、精神的な発達に有害である労働、そして教育の機会の喪失、中途退学、就学と長時間労働・重労働の両立など、就学に影響を及ぼす労働も含まれる。

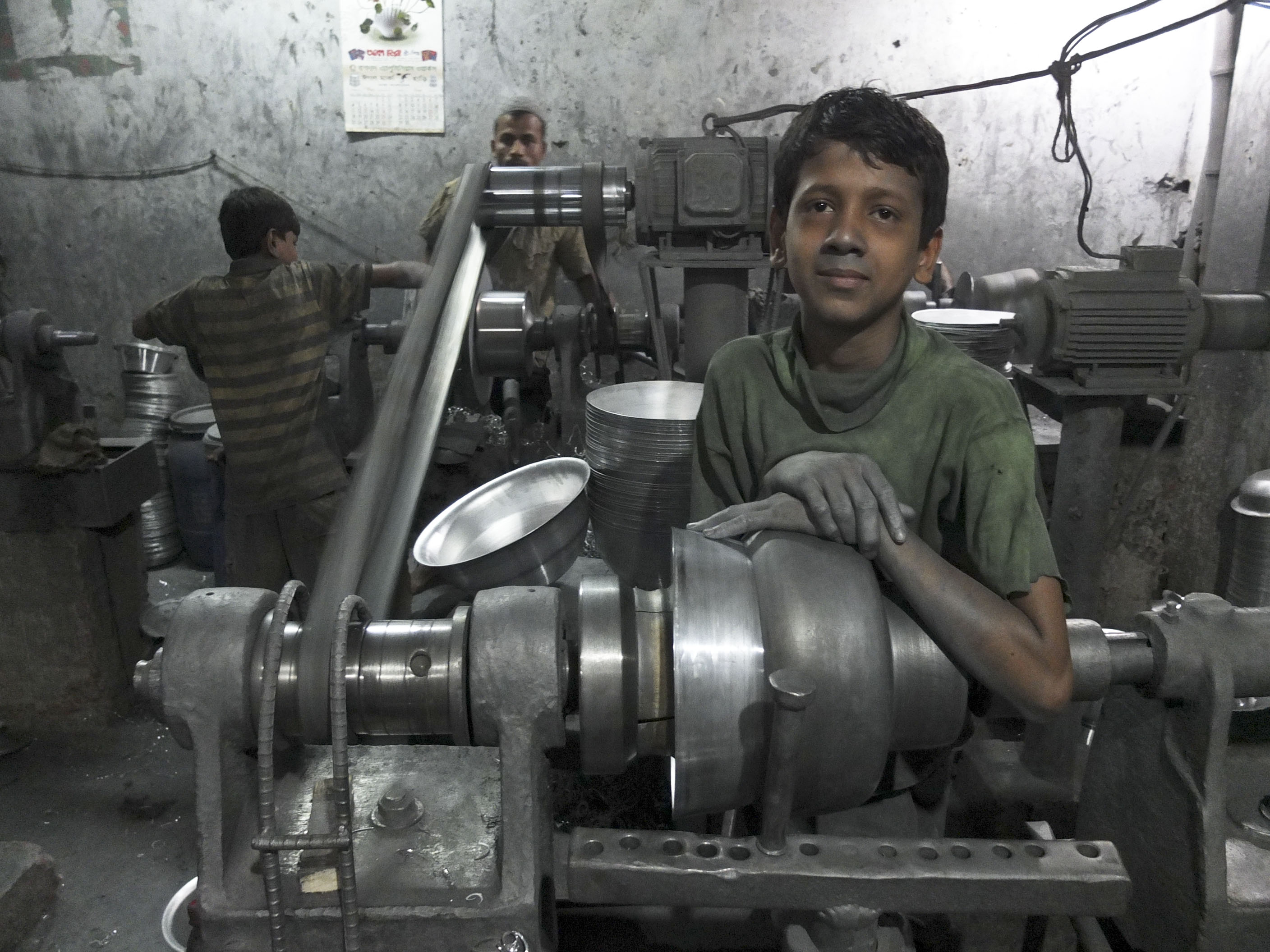
バングラデシュの労働する児童

児童労働に関しては、2つの国際労働条約がある。国際労働機関（ILO）の第138号条約では、就業が認められる最低年齢について義務教育終了後および15歳以上としており、第182号条約では最悪の形態の児童労働について定義している。この2つの条約は、労働に関する最低限の基準を定めた中核的労働基準に含まれている。
児童労働撤廃は、持続可能な開発目標（SDGs）目標8「働きがいも経済成長も」、ターゲット8.7に含まれており、他の目標より5年早い2025年までの目標達成が掲げられている。

## 歴史

### 産業化前
児童労働は、産業化前の経済の中核をなした。産業化前の社会では、現代の児童期の概念はほとんど存在しなかった。児童は、ある程度成長するとすぐに、子育て・狩猟・農業などの活動に従事した。多くの社会で、児童は13歳前後で成人とみなされ、大人と同様の活動に従事した。
児童は自分自身や自分が属する集団の生存のために労働力を提供する必要があったため、児童労働は、産業化以前の社会では重要な役割を担った。産業化以前の社会は生産性に乏しく、平均寿命も短く、児童を生産活動に従事させないことは、長期的には児童やその児童が属する集団の福利を害することになると考えられていた。また、多くの産業化以前の社会、特に無文字社会では、児童を学校に通わせる必要がほとんどなかった。産業化以前の技術や知識の多くは、大人からの直接的な指導や徒弟制度を通じて伝承された。

### 産業革命
18世紀後半にイギリスで産業革命が勃発すると、児童労働を含む労働力の産業的搾取が急増した。バーミンガム、マンチェスター、リヴァプールなどの工業都市は、小規模な村落から大都市へと急速に発展し、乳幼児死亡率は改善した。これらの都市は、農業生産高の増加により急増した人口を取り込んだ。他の工業化国でも同様の動きが見られた。
ヴィクトリア朝では特に児童の労働環境が劣悪であった。生産工場や炭鉱では、4歳前後の児童が危険で生命に関わる環境で長時間使役された。炭鉱では、児童は大人には通れない狭いトンネルを這って通った。また、便利屋、横断歩道の清掃係、靴磨き、マッチ・花などの安価な商品の販売などの業務にも従事した。建設労働者や家庭内労働者として働く児童もいた。労働時間は長く、建設労働者は夏は週64時間、冬は52時間、家庭内労働者は週80時間勤務した。
児童労働は、産業革命の勃発初期から、経済的困難の中で重要な役割を担った。貧困層の児童は、労働によって家計を支えることを期待されていた。19世紀のイギリスでは、死亡や育児放棄などの理由で貧困家庭の3分の1に生計維持者がおらず、児童は幼い頃から労働に従事することを余儀なくされた。1788年のイングランドとスコットランドでは、143の紡績工場で働く労働者の3分の2が児童とされていた。また、娼婦として働く児童も多かった。作家チャールズ・ディケンズは、12歳のとき家族とともに債務者監獄に収監され、靴墨工場で働いた。

### アメリカ合衆国
アメリカ合衆国では、20世紀初頭でもなお児童労働は続けられていた。1916年、サウスカロライナ州が工場、鉱山における就労年齢を12歳から14歳に引き上げる措置を講じた。

### 21世紀

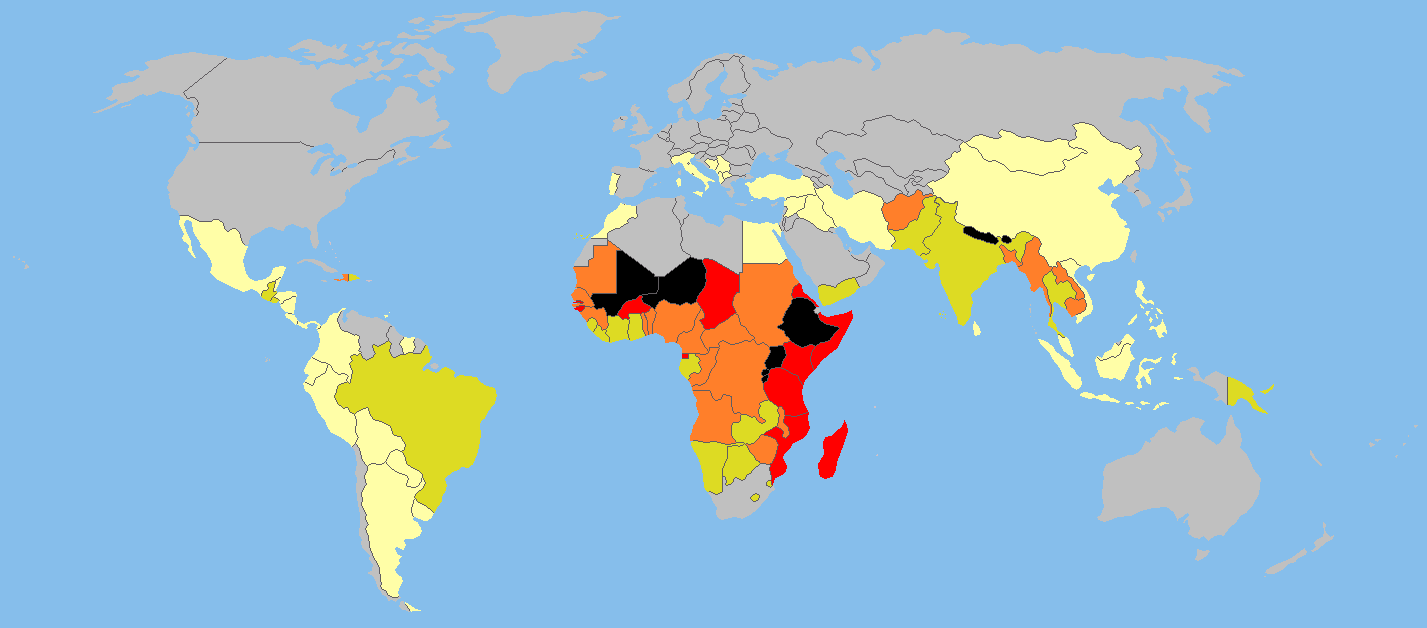
児童労働に従事する5-14歳の子供の比率。 黒色40%以上、赤色30-40%、橙色20-30%、黄緑色10-20%、淡黄色0.01-10%、灰色データなし。世界銀行、2005年。

2015年9月の国連サミットで、持続可能な開発目標（SDGs：Sustainable Development Goals）が、加盟国の全会一致で採択された。持続可能でよりよい世界を目指すために、「持続可能な開発のための2030アジェンダ」に17の目標と169のターゲットが記載されている。
児童労働撤廃は、持続可能な開発目標（SDGs）目標8「働きがいも経済成長も」、ターゲット8.7に含まれており、他の目標より5年早い2025年までの目標達成が掲げられている。
- SDG 8.7

「強制労働の廃絶、現代の奴隷制度および人身取引の廃止、子ども兵士の採用と使用を含む最悪な形態の児童労働を禁止および撤廃のために、即時かつ効果的な措置をとり、2025年までにあらゆる形態の児童労働を終わらせる」
- グローバル指標　8.7.1

児童労働者（５～17歳）の割合と数（性別、年齢別）

## 国際条約

### 就業が認められるための最低年齢に関する条約 (ILO第138号条約）（1973年）
就業が認められている最低年齢が示されている。ILOは1919年の設立以来、工業、農業、漁業、鉱山など、産業部門別に就業最低年齢を定めてきたが、1973年にこの条約ができたことによって、すべての産業が対象に含まれた。
第2条　就労最低年齢の明示
3　……最低年齢は、義務教育が終了する年齢を下回ってはならず、また、いかなる場合にも15歳を下回ってはならない。
ただし、開発途上国の場合は、批准当初は14歳とすることも認められている。また、軽易な労働については、一定の条件の下に13歳以上15歳未満の者の就業が認められている（開発途上国の場合は12歳以上14歳未満）。

### 最悪の形態の児童労働の禁止及び撤廃のための即時の行動に関する条約 (ILO第182号条約）（1999年）
＜2020年にILOの全加盟国が批准＞
児童労働の中で最も搾取的な労働を「最悪の形態」と定めている。義務教育を終えていても、子どもをその労働から無条件で直ちに保護しなければならないとしている。
「最悪の形態」の児童労働は、次の4つのカテゴリーに分けて定義されている。
（a）児童の売買及び取引、負債による奴隷及び農奴、強制労働（武力紛争において使用するための児童の強制的な徴集を含む）等のあらゆる形態の奴隷制度又はこれに類する慣行
（b）売春、ポルノの製造又はわいせつな演技のために児童を使用し、あっせんし、又は提供すること
（c）不正な活動、特に関連する国際条約に定義された薬物の生産及び取引のために児童を使用し、あっせんし、又は提供すること
（d）児童の健康、安全若しくは道徳を害するおそれのある性質を有する業務又はそのようなおそれのある状況下で行われる業務
(d)については、各国で決定することになっている。日本の場合は、労働基準法第62条、63条において子どもに対する就業制限、および年少者労働基準規則第7条、第8条、第9条で詳細な規定が設けられている。例えば、建築現場での高所での作業、重たいものを取り扱う仕事、ガソリンや火薬など危険物を取り扱う仕事、お酒を提供する場所でお客さんと会話などをする仕事などである。

### 子どもの権利条約（1989年）
子どもの権利条約は、子どもの基本的人権を国際的に保障するために定められた条約である。18歳未満を子どもと定義し、おとなと同様にひとりの人間として人権を認めるとともに、成長の過程で特別な保護や配慮が必要な子どもに関する権利も定められている。
子どもの権利は、生きる権利、育つ権利、守られる権利、参加する権利の4つに大きく分けられ、経済的搾取から守られる権利や教育を受ける権利が含まれている。

第32条　経済的搾取からの保護
1　締約国は、児童が経済的な搾取から保護され及び危険となり若しくは児童の教育の妨げとなり又は児童の健康若しくは身体的、精神的、道徳的若しくは社会的な発達に有害となるおそれのある労働への従事から保護される権利を認める。

### 武力紛争における児童の関与に関する児童の権利に関する条約の選択議定書（2000年）
子どもの権利条約に新たな内容の追加や補強をするためにつくられた選択議定書で、条約と同じ効力を持つ。武力紛争が子どもに及ぼす有害かつ広範な影響を考え、18歳未満の子どもが敵対行為へ直接参加することや強制的に徴収することが禁止されている。

### 児童の売買、児童買春及び児童ポルノに関する児童の権利に関する条約の選択議定書（2002年）
子どもの権利条約に新たな内容の追加や補強をするためにつくられた選択議定書で、条約と同じ効力を持つ。児童の売買、児童買春、児童ポルノから子どもを保護することを保障するための議定書である。

### 国際的な組織犯罪の防止に関する国際連合条約を補足する人（特に女性及び児童）の取引を防止し、抑止し及び処罰するための議定書（2000年）
（略称　国際組織犯罪防止条約人身取引議定書）
国際的な組織犯罪の防止に関する国際連合条約の内容を補足するために作成された3つの議定書のひとつで、人身取引の防止や人身取引への取り組みの協力促進のために、国際的な法的枠組みを構築することを目的としています。

## 児童労働を規制する日本の法令

### 工場法（1911年）
1911年（明治44年）に工場法が多くの反対を受けながらも成立。1916年（対象5年）に施行。
職工15人以上の工場を対象に、12歳未満の就業を禁止するとともに、15歳未満者と女子の労働時間を12時間とした。

### 映画法施行令（1939年）
未成年を映画に出演させる際は親権者の承諾書を要すること、16歳未満の者に深夜撮影を禁じること、14歳未満の者に健康証明書、校長の意見書を求めることなどが定められた。

### 労働基準法（1947年）
労働基準法は労働者の権利を守るために、賃金、休日、安全、衛生など労働条件の基準が定められており、第6章は年少者（18歳未満）の使用について規定されている。
例えば、
第56条：就業最低年齢が「満15歳に達した日以後の最初の3月31日が終了した後」と定められており、義務教育である中学校を卒業していない子どもを雇うことが禁止されている。ただし、満13歳以上の子どもは、健康や福祉に害を及ぼさない軽易な労働は、行政官庁の許可を得たうえで就学時間外に行うことができる。映画の製作または演劇の事業についても同様である。
- 第61条：原則として、満18歳に満たない者を午後10時から午前5時までの間に使用してはならない。
- 第62条：満18歳に満たない者に、使用者が就かせてはならない業務について明記されている。

第6章　年少者
- 第56条　最低年齢
- 第57条　年少者の証明書
- 第58条　未成年者の労働契約
- 第59条　未成年者の賃金請求権
- 第60条　労働時間及び休日
- 第61条　深夜業
- 第62条　危険有害業務の就業制限
- 第63条　坑内労働の禁止
- 第64条　帰郷旅費

### 児童福祉法（1947年）
児童福祉法では、子どもの福祉の保障の観点から子どもにさせてはならない行為が定められている。
第2章　福祉の保障　第十節　雑則　第三十四条
道路での物品販売、酒席での接待業務、心身に有害な影響を与える行為をさせる目的で子どもを支配下に置く行為など、子どもにさせてはいけない行為が明記されている。

### その他
他にも、児童労働と見なされる事案の取り締まりに次のような法律が適用されている。
- 児童買春、児童ポルノに係る行為等の規制及び処罰並びに児童の保護等に関する法律
- 風俗営業等の規制及び業務の適正化等に関する法律
- インターネット異性紹介事業を利用して児童を誘引する行為の規制等に関する法律
- 売春防止法
- 都道府県青少年保護育成条例集

## 児童労働者数

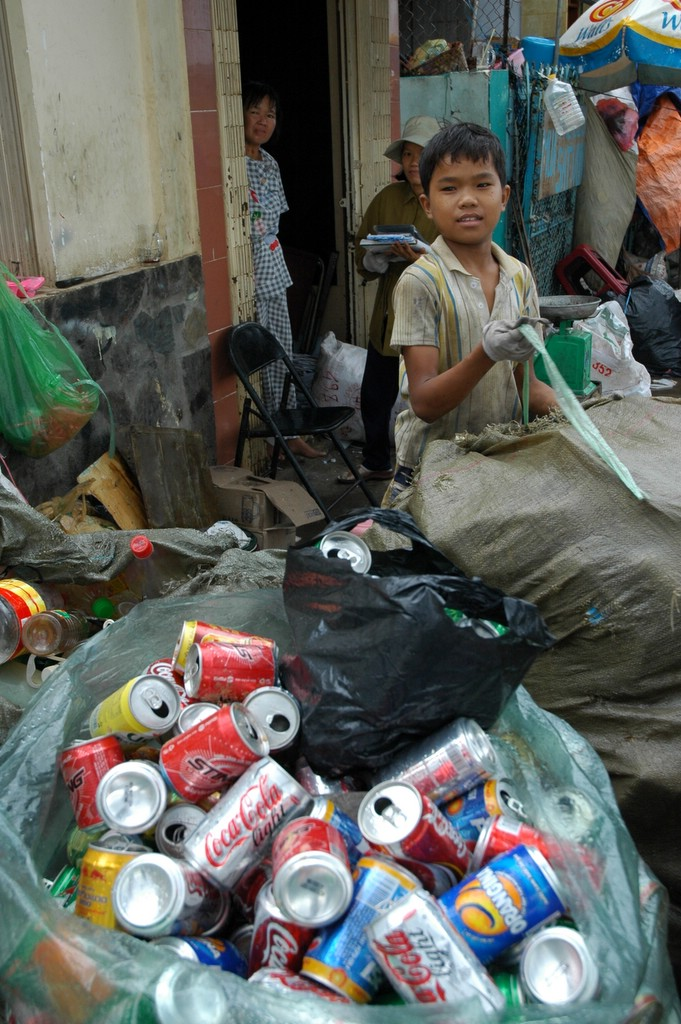
ごみ再資源化の仕事をする少年。
ベトナム・ホーチミン
2006年7月23日。

ILOの統計では、5～14歳の労働の統計があり、それでは5～14歳の24.7%にあたる2億5千万人が働いているとされている。これに統計のない5歳未満、5～14歳でも家事労働で働く者を含めるとその数倍に達すると推測されている。
2004年のILO報告では児童労働者数を2億2200万人とされた。

### 2010年発表
2010年5月、国際労働機関(ILO)報告によると、2008年時点の児童労働者数（5歳～17歳）は2億1500万人にのぼる。
2000年、2億4600万人から2004年の変化を見みると、5歳から17歳の人口が世界で2.3%増えているのに対して、児童労働者数は11.3%減、危険な児童労働者数は25.9%減少している。地域別に見ると、アジアは微減、ラテンアメリカは大幅に減少している。アフリカは、児童労働者数は増えているが、5歳から17歳の人口に対する児童労働者の割合は2%減少している。

### 2013年発表
2013年9月、国際労働機関(ILO)報告書によると、全世界の児童労働者推計は1億6795万人となり、2008年当時の推計と比べ4700万人減少した。国際労働機関（ILO）がはじめて世界統計を発表した2000年の推計2億4600万人から、児童労働者は3分の2に減少。2012年の推計1億6795万人は、世界の子供人口（5～17歳）の10.6％にあたり、世界の子供のおよそ9人に1人が児童労働をしている計算になる。そのうち子供兵士や人身売買を含む危険・有害労働に従事する子供は8534万人に上り、ILOが目標としている「2016年までの最悪の形態の児童労働の撤廃」は、このままでは達成できないと指摘。

### 2017年発表
・世界の児童労働者数は、1億5200万人（5～17歳の子どもの約10人に１人）
・そのうち危険有害労働に従事している子どもは7300万人
・産業別では、農林水産業に従事している児童労働者は1億750万人（70.9％）、サービス業で2610万人（17.2％）、工業が1800万人（11.9％）
・アフリカが絶対数でも子ども人口に占める児童労働者の割合でも最も多く、世界の児童労働者の約半分はアフリカに存在
・高所得国にも200万人の児童労働者が存在
出典：ILO (2017) Global Estimates of Child Labour: results and trends, 2012-2016　（日本語要約版）

### 2021年発表
・世界の児童労働者数は、2017年の発表時から840万人増加し1億6000万人（5～17歳の子どもの10人に１人）
・そのうち危険有害労働に従事している子どもも、650万人増えて7900万人
・産業別では、農林水産業に従事している児童労働者は7割（1億1200万人）を占め、続いてサービス業が2割、工業が1割となっている。
・サブサハラ・アフリカ（サハラ砂漠より南のアフリカ地域）での児童労働者数は8660万人で、他の5つの地域における児童労働者数の合計より多い。
・他の地域では減少傾向がみられるが、サブサハラ・アフリカの状況は悪化している。
・子ども人口に占める児童労働者の割合は、農村部で14％、都市部で5％と大きな差がある。
・高所得国にも160万人の児童労働者が存在
出典：ILO・UNICEF(2021) Child labour: Global estimates 2020, trends and the road forward（日本語要約訳)

## 児童労働の原因
児童労働の主要な要因は貧困であるとされているが、学校へのアクセスや教育の質、教育は重要ではないという親の考え方、子どもは従順で低賃金で雇えるという雇用主側の都合など、さまざまな要因が複雑に絡み合っている。
消費者が少しでも安い物を求めれば、企業は低価格にするため原材料の調達費や労働者の賃金などのコストを削減しようとする。コスト削減のしわ寄せの影響を大きく受けるのは、開発途上国の生産者である。適切な賃金が支払われないことによって、親の収入が少なく、子どもが学校へ行けず、働かなければならない状況となってしまう。
最近の研究では、絶対的な経済的貧困状態よりも、その地域の経済格差による貧困感の方が児童労働の主要な要因であるとされるものもある。
日本においても15歳に満たない子供の労働は少ないものの存在するが、日本においても絶対的な貧困状態で子供が労働させられる例はほとんど見当たらない。相対的な貧困感が児童労働を発生させるという説明と符合するところだが、近年では日本でも貧困度合いが進み相当の児童労働者が存在し、子供の貧困とともに社会問題化している。
カール・マルクスはエンゲルスとの共著の『共産党宣言』において資本主義体制下の搾取廃止の観点から児童労働の廃絶を主張し、主著である『資本論』においても児童労働の実態を絶対的剰余価値の生産と労働条件の関係を論じる際に、当時イギリスの工場法にも言及しつつ記述、分析している。
また、グローバル化が進んだ近年では、従来の伝統的な児童強制労働のほかに、営利至上の多国籍企業が支配するグローバル経済のもと、旧来の奴隷に代わる新たな低賃金労働力として、発展途上国の児童が奴隷化している現状もある。

## 児童労働の事例
働く形態によって子供の活動が児童労働とみなすか、否かで別れることもある。
例えば、見習の状況は訓練とされ児童労働と見なされない場合がある。特殊な形態を取る場合は、ILOの統計上児童労働者に入れられない場合がある。また、児童買春や少年兵士についても国際労働機関（ILO）では児童労働の形態としている。
ただし夕飯の皿洗いなどの家事労働のものは、ILOの統計上児童労働とは見なされない。しかし、「皿洗い」と称して過酷で劣悪な労働条件で働く者もおり、保護の対象と考えるべきとされることがある。
違法である国が存在する例
- 少年兵
- 工場労働 -  児童労働により生産されるサッカーボールなど
- 家庭内労働者
- 採炭・採掘：炭鉱労働、ブレーカー・ボーイ - 炭鉱労働は、ボリビアでは合法である場合がある。
- 農場
- 児童買春

合法の例
- 新聞配達 - アメリカ、日本では合法「年少者にとって有害でなく、軽易な修学時間外にこなせる労働であるため」
- ベビーシッター、犬の散歩 - アメリカでは合法
- 2018年、F1では、グリッドガール廃止に伴い、同様の業務は児童に差し替えられ、「グリッドキッズ」と呼称された。
- 子役

## 各国の状況
下記は、国別の児童労働の実例である。国際的な大企業でも末端の納入業者などで児童を雇用することもあり、過去には1990年代のナイキのスポーツシューズ、パキスタンのサッカーボール工場での児童労働が取りざたされたことで不買運動が起こり、各社が対応を迫られた例がある。

### アジア

#### インド半島地域
インド半島地域では、ネパールのカトマンズ地域、インドのウッタル・プラデーシュ州、パキスタンでのカーペット産業による労働が知られている。2007年の衣料品会社GAPのインドの下請け業者で児童労働が発覚した。

#### タイ
タイのバンコクにおける児童買春が知られている。2007年にはエビ加工工場でビルマからの移住労働者の子供が搾取されていた事件が発生した。

#### フィリピン
フィリピンの首都マニラのスモーキー・マウンテン（閉鎖）を代表するスカベンジャーが知られる。
2016年には、靴磨き、物乞い、廃品回収により路上生活をしている児童を集めて飲食業において必要な教育を行い、飲食業にて働けるように斡旋する団体の存在が報道された。

#### カンボジア
カンボジアでの児童労働の割合は45パーセントにものぼり、児童買春、子供の人身売買などが報告され、カンボジア政府も対策を講じている。2004年の「最悪の形態の児童労働」のうち危険な児童労働への従事者は313,264人にのぼった。また2001年の同国性産業従事者の8万人から10万人のうち30〜35パーセントは18歳未満だった。
同国における児童労働として、荷物運び、家事使用人、屑拾い、漁業、ゴム農園、タバコ農園、レンガづくり、塩田、手工芸関連、魚介類加工業、砕石宝石加工、石切、砂石採集、鉱業、食堂、物乞いなどが挙げられている。このほか、カンボジア国内の数百の売春宿、マッサージ店、カラオケ、カフェ、ビューティーサロンなどでも児童労働が報告されている。

#### 中華人民共和国
2014年、サムスン電子の電子部品の中国工場で児童労働が発覚した。

#### 日本
日本での児童労働は、平安時代後期から人身売買による児童労働が盛んになり、江戸時代には遊女、子守りなどの事例がある。
義務教育がまだ普及していなかった明治年間には紡績工場、マッチ工場、タバコ工場、製糸工場などでの事例がある。
1923年（大正12年）3月30日、工業労働者最低年齢法が公布。14歳未満者の工場での雇用が原則禁止された。
第二次世界大戦の敗戦後には、靴磨き、食品売り、新聞売りなどがあり、1947年（昭和22年）の児童福祉法によって18歳未満の午後10時から午前3時までの子供の物売りは禁止された。また、同年に学校教育法が施行されて義務教育終了年齢が12歳から15歳に引き上げられる。高度経済成長期の1960年代までは、国民の所得水準が低く上級学校への進学率が低かったこともあり、中学校を卒業後すぐに労働に就く者も多かった（集団就職も参照）。
1980年代には、フィリピン、タイ、コロンビアから幼女が性産業で従事する事例があった。 
現在においても労働基準監督年報によると、2017年から2021年の間、年間81～262件ほどの事業場が年少者に関する労働基準法違反（最低年齢、就業制限など）をしたと報告されている。しかし、外務省のSDGグローバル指標のウェブサイトでは、指標8.7.1「児童労働者（５～17歳）の割合と数（性別、年齢別）」は、「現在、提供できるデータはありません」となっており、日本に存在する児童労働者数は明らかになっていない。 
また、国際条約による児童労働の定義には当たらないものの、ブラックバイトと言われるような、労働時間や深夜業に関する労働基準法違反も報告されている。
子どもの貧困が深刻化しているなか、学費や生活費を得るために働かざるを得ない子どもが増え、違法な労働や危険有害労働に巻き込まれることが懸念される。 特殊詐欺（オレオレ詐欺など）の受け子・出し子として、18歳未満の子どもが雇われ、逮捕されているケースが、すでに発生している。

#### 朝鮮民主主義人民共和国
学校に通いながらではあるが、放課後に重労働をさせていることが発覚した。

### アフリカ
アフリカ諸国のカカオ畑での児童労働が報告されている。世界のカカオ生産の約７割を西アフリカが担っているが、カカオ二大生産国のコートジボワールとガーナで156万人の児童労働者がいると報告されている。そのうち95%が危険有害労働に従事している。ガーナだけでも77万人いるとされ、それはカカオ生産地の農家の55%にあたる。
アンゴラ、シエラレオネなどではダイヤモンドが、またコンゴ民主共和国ではリチウムイオン電池の原料となるコバルトが違法に採掘され反政府組織の資金源となっており、採掘現場で児童労働が報告されている。

### ヨーロッパ

#### イギリス
学校に通いながらではあるが、家族と共同して児童労働が行われていることが報告された。

### 北アメリカ大陸

#### アメリカ合衆国
ウォルト・ディズニー・カンパニーによる児童奴隷労働が問題とされたことがあった。
アメリカのDOLの公式調査報告によると、2008年に違法労働を課された4,734人のうち、41％が児童労働で、危険、有害な作業に劣悪な環境のもと使役され、違法な機器を使用する作業に従事していた。

### 南アメリカ大陸

#### ブラジル
サトウキビ畑や農場での児童労働が報告されている。

#### ボリビア
同国は10歳から児童労働が自営に限り解禁された。また、12歳からは保護者の同意があれば働けることになった。

## 児童労働と企業の責任
企業の社会的責任（英語: corporate social responsibility）のひとつが、人権の尊重である。
国連「ビジネスと人権に関する指導原則」（2011年）において、すべての国と企業が尊重すべき国際的な基準が示されている。
「ビジネスと人権に関する指導原則」では、企業活動による影響力の範囲すべてに責任があるとされ、人権デュー・ディリジェンスを実施し、人権状況を把握し公表することが、あらゆる企業に求められている。サプライチェーンには、児童労働、強制労働、人身取引、長時間労働など、さまざまな人権問題が潜んでいる。このような人権問題は、サプライチェーンの末端である原料調達において起こりやすく、目が届きにくい。
「児童労働の実効的廃止」については、「OECD多国籍企業行動指針」（2011年）、ISO 26000（社会的責任）、「国連グローバル・コンパクトの10原則」に明記されている。また、「ビジネスと人権に関する行動計画（2020 -2025）」においても今後行っていく具体的な措置に、児童労働撤廃に関する国際的な取り組みへの貢献が含まれている。児童労働を使用しないことが企業の社会的責任であることを認識し、取り組んでいかなければならない。

## 関連する作品
- カイラシュ・サティヤルティのドキュメンタリー映画『The Price of Free』YouTube（無料）（日本語字幕付き）（制作：アメリカ、監督：Derek Doneen）映画の概要
- ドキュメンタリー「BS世界のドキュメンタリー」シリーズ 「甘いチョコレート 苦い現実」（製作：BBC、日本放映：NHK）
- ドキュメンタリー「BS世界のドキュメンタリー」シリーズ 「僕たちも学びたい～貧困と闘う子ども労働者たち～」（製作：Garen Films（アメリカ 2004年）、日本放映：NHK）

## 関連文献
- 報告書『日本にも存在する児童労働～その形態と事例～』[41]NPO法人ACE発行（2019年）
- 『子どもたちにしあわせを運ぶチョコレート。』白木朋子著、合同出版 （2015年）
- 絵本『そのこ』詩：谷川俊太郎、絵：塚本やすし、晶文社（2011年）
- 中村まり・山形辰史編『児童労働根絶に向けた多面的アプローチ』調査研究報告書、独立行政法人日本貿易振興機構アジア経済研究所、2011年3月
- CiNii>児童労働
- 『グローバル化の中のアジアの児童労働―国際競争にさらされる子どもの人権』香川孝三、明石書店 (2010/4/5)
- 『世界商品と子供の奴隷―多国籍企業と児童強制労働』下山晃、辰本実、ミネルヴァ書房 (2009/03)
- 児童労働問題の入門書『わたし8歳、カカオ畑で働きつづけて。』岩附由香、白木朋子、水寄僚子共著、合同出版 （2007年）
- 闇の子供たち (梁石日の小説)
- このTシャツは児童労働で作られました。 （汐文社/シモン・ストランゲル／文）